# Реперго (Асти)
Реперго је насеље у Италији у округу Асти, региону Пијемонт.
Према процени из 2011. у насељу је живело 201 становника. Насеље се налази на надморској висини од 230 м.